# Sallie Baliunas
Sallie Louise Baliunas (New York, 23 febbraio 1953) è un astrofisica statunitense.
È conosciuta per la sua posizione scettica sui cambiamenti climatici. 

## Biografia
Baliunas ha conseguito il Bachelor of Science in astrofisica nel 1974 all'Università di Villanova e ha perfezionato i suoi studi in astrofisica all'Università di Harvard, dove ha conseguito il master universitario nel 1975 e il Ph.D nel 1980. Dopo il dottorato, ha cominciato subito a lavorare come ricercatrice associata all'Harvard College Observatory e ha ricoperto questa posizione fino al 1989, quando è entrata come astrofisica allo Smithsonian Astrophysical Observatory, dove ha lavorato fino al suo pensionamento. Durante la sua carriera, Baliunas è stata inoltre professore invitato alla Brigham Young University e professore a contratto alla Tennessee State University; dal 1991 al 2003 ha ricoperto inoltre l'incarico di vice direttore dell'Osservatorio di Monte Wilson. Baliunas ha effettuato ricerche sulla spettroscopia delle stelle nel visibile e nell'ultravioletto, le proprietà delle stelle simili al Sole, la variabilità del Sole, le ottiche adattive e i pianeti extrasolari. È autrice o coautrice di più di duecento pubblicazioni.

## Posizioni sui cambiamenti climatici
Nel 1992 Baliunas ha affermato che la produzione di energia del nostro sole è cambiata nel passato e potrebbe cambiare in futuro. Secondo la scienziata, il sole è in una fase insolitamente stabile rispetto a stelle simili, il che significa che ricostruire il suo record storico di luminosità passato potrebbe essere più difficile di quanto si pensi generalmente. Nel 1995 ha assunto ufficialmente una posizione scettica sull'origine antropica del riscaldamento globale. Baliunas ritiene che il riscaldamento dell'atmosfera dipenda dall'attività solare e che l'effetto dei gas serra emessi dalle attività umane sia molto piccolo. Nel 2003 ha pubblicato insieme al collega Willie Soon un articolo di climatologia storica sulla rivista Climate Research, in cui si sosteneva che "il 20º secolo non è probabilmente il periodo climatico più caldo né particolarmente estremo dell'ultimo millennio". Poco tempo dopo la pubblicazione, un gruppo di tredici famosi scienziati del clima (tra cui Michael E. Mann) ha contestato in un altro articolo le affermazioni di Soon e Baliunas.
Baliunas è stata affiliata a diversi centri studi di orientamento conservatore con una posizione scettica sul cambiamento climatico, tra cui l'Istituto George C. Marshall (di cui è stata presidente del comitato scientifico) e l'Heartland Institute.